# Outside (Foo Fighters)
Outside è un singolo del gruppo musicale statunitense Foo Fighters, pubblicato il 4 agosto 2015 negli Stati Uniti d'America e il 18 settembre dello stesso anno in Italia come quarto estratto dall'ottavo album in studio Sonic Highways.

## Descrizione
Quinta traccia di Sonic Highways, il brano vanta la partecipazione del chitarrista degli Eagles Joe Walsh, che ha curato l'assolo di chitarra.

## Tracce
CD promozionale (Europa)
1. Outside (Radio Edit) – 4:57

CD promozionale (Stati Uniti)
1. Outside (Radio Edit) – 4:57
2. Outside (Main) – 5:14

## Formazione
Gruppo
- Dave Grohl – voce, chitarra
- Chris Shiflett – chitarra
- Pat Smear – chitarra
- Nate Mendel – basso
- Taylor Hawkins – batteria

Altri musicisti
- Rami Jaffee – organo, mellotron
- Chris Goss – cori
- Joe Walsh – chitarra solista

Produzione
- Butch Vig – produzione
- Foo Fighters – produzione
- James Brown – registrazione, missaggio
- Dakota Bowman – assistenza missaggio
- Gavin Lurssen – mastering
- Reuben Cohen – mastering
- Charlie Bolois – assistenza in studio
- Matthias Schneeberger – Rancho guru

## Classifiche
| Classifica (2014-15)             | Posizione massima |
| -------------------------------- | ----------------- |
| Belgio (Fiandre)                 | 71                |
| Canada (rock)                    | 4                 |
| Regno Unito (rock & metal)       | 10                |
| Stati Uniti (alternative)        | 11                |
| Stati Uniti (mainstream rock)    | 7                 |
| Stati Uniti (rock & alternative) | 35                |